# Idaea monodia
Idaea monodia là một loài bướm đêm trong họ Geometridae.